# 콩지외
콩지외(Conzieu)는 프랑스 오베르뉴론알프 앵주의 코뮌이다. 지역 주민은 '콩졸랑 / 콩졸란' (Conjolans / Conjolanes)이라고 부른다.

## 지리
벨레 아롱디스망, 벨레 캉통에 속해 있으며, 뷔제쉬드 코뮌공동체의 일원이다. 
탕타네산 기슭에 위치해 있으며 벨레에서 남서쪽으로 12km 떨어진 위치에 있다. 뷔제 와인의 AOC 인증 구역에 속한다. 앙블레옹, 콜로미외, 그로슬레, 뤼, 생부아, 그로슬레생브누아와 접한다.
마을 북서쪽에 글랑강 (Gland)의 수원이 있다. 남쪽에는 콩지외호 (Larc de Conzieu)라는 조그만 호수 세 개가 있다.

## 역사
10세기부터 클뤼니 수도회가 있었던 언덕 기슭에 세워진 마을이다.

## 명소

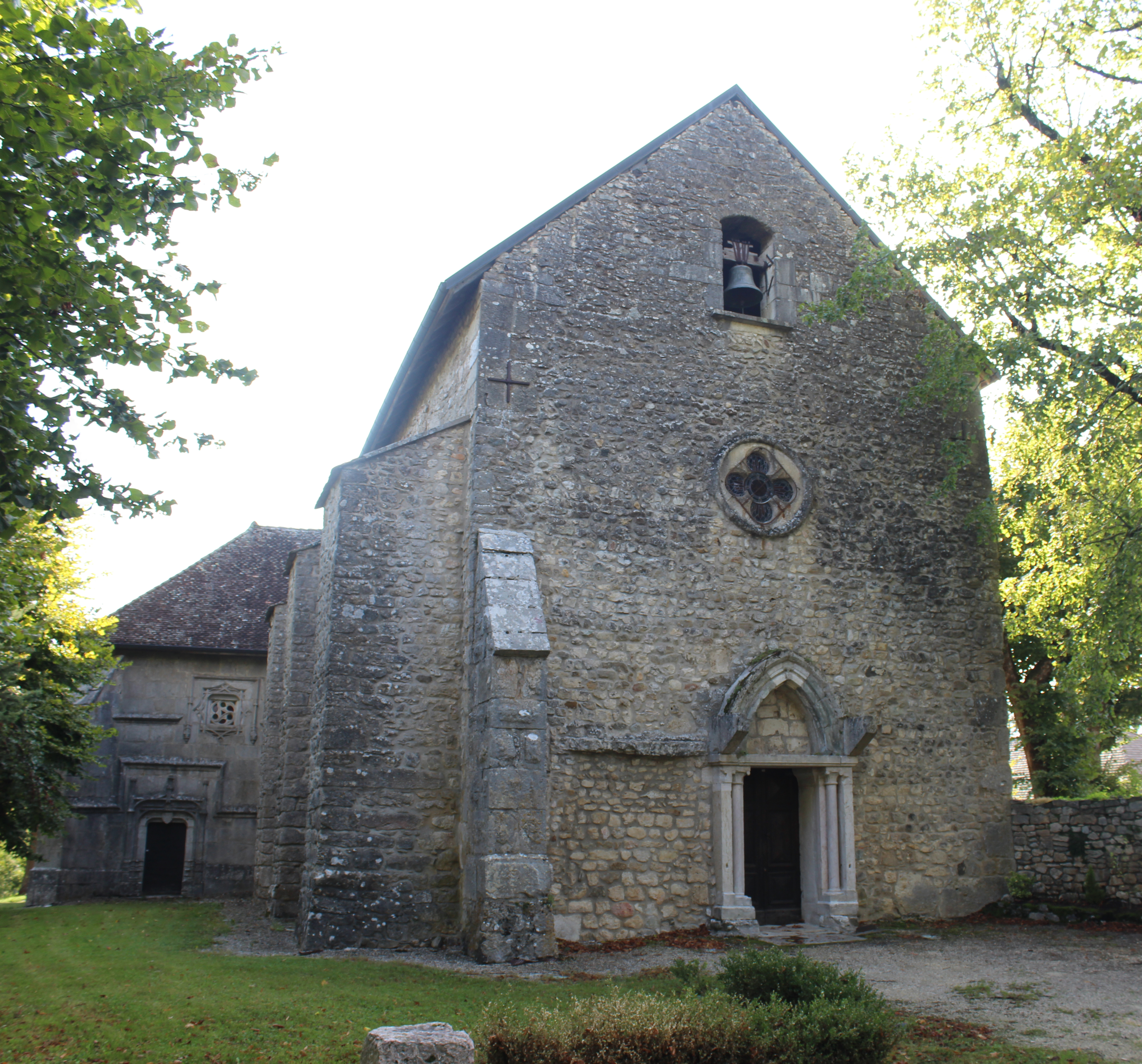
생 세바스티앙 교회

- 생 세바스티앙 교회 (Église Saint-Sébastien) - 12~13세기에 지어진 교회로서 1908년 프랑스 사적으로 지정되었다. 옛 클뤼니 수도회의 교회로서 복원 중이다.
- 크라페우 (Crapéou)의 몽카라성 (château de Montcarrat) 유적

## 같이 보기
- 앵주의 코뮌 목록